# Strotometra ornatissimus
Strotometra ornatissimus är en sjöliljeart som beskrevs av A.H. Clark 1950. Strotometra ornatissimus ingår i släktet Strotometra och familjen Charitometridae. Inga underarter finns listade i Catalogue of Life.